# Санта-Мария-ла-Майор
Санта-Мария-ла-Майор — историческое поселение, расположенное в департаменте Санта-Мария провинции Мисьонес в Аргентине. Поселение было одним из миссий или редукций, основанных в XVII веке иезуитами в Южной Америке в испанский колониальный период.
Иезуитское поселение (редукция) Санта-Мария-Майор для индейцев племён гуарани было основано 1626 года. В 1744 году в нём проживало 993 крещёных индейцев. Оно было заброшено, когда началась военная кампания испанско-португальских войск против миссий иезуитов, а впоследствии произошло изгнание Общества Иисуса из испанских колоний в 1767 году.

## Всемирное наследие
Остатки величественных зданий редукции Санта-Мария-Майор были объявлены Всемирным наследием ЮНЕСКО 1984 года, вместе с другими поселениями иезуитов в этом районе. Руины в Санта-Марии были более повреждены, и не так хорошо сохранились, как в Сан-Игнасио-Мини (также провинция Мисьонес).